# Ludwig Fischer
Ludwig Fischer, nemški dirkač Formule 1, * 17. december 1915, Straubing, Nemčija, † 8. marec 1991, Bad Reichenhall, Nemčija.

## Življenjepis
V svoji karieri je nastopil le na domači dirki za Veliko nagrado Nemčije v sezoni 1952, kjer z dirkalnikom AFM lastnega privatnega moštva ni štartal zaradi okvare dirkalnika. Umrl je leta 1991.

## Popolni rezultati Formule 1
(legenda) (odebeljene dirke pomenijo najboljši štartni položaj, poševne pa najhitrejši krog, †-uvrščen kljub odstopu)
| Leto | Moštvo         | Šasija | Motor          | 1   | 2   | 3   | 4   | 5  | 6       | 7   | 8   | Prv | Toč |
| ---- | -------------- | ------ | -------------- | --- | --- | --- | --- | -- | ------- | --- | --- | --- | --- |
| 1952 | Ludwig Fischer | AFM    | BMW Straight-6 | ŠVI | 500 | BEL | FRA | VB | NEM DNS | NIZ | ITA | -   | 0   |